# Canó automàtic antiaeri tipus 2 de 20 mm
El  Canó automàtic antiaeri tipus 2 de 20 mm era un canó antiaeri de disseny japonès, basat en el canó Flak 38 alemany, que també era de 20 mm. Va entrar en servei el 1942.

## Història
El 1942, l'Exèrcit Imperial Japonès va dissenyar una nova arma antiaèria. Aquesta nova arma era gairebé una còpia del canó antiaeri alemany Flak 38, un canó automàtic de 20 mm. El Tipus 2, era un canó de 20 mm, amb una diferència molt gran amb el Flak 38, que era que aquest disposava d'un sistema central de foc, per a dirigir el o els canons (fins a 6).

## Disseny
Introduït el 1942, el canó era similar al Canó Automàtic Tipus 98 de 20 mm AA, però aquest es podia elevar fins a 95 graus, i tenia un sistema de control de foc central. El sistema de control de foc central desenvolupat per al Tipus 2, podia controlar i dirigir fins a sis canons Tipus 2 a la vegada. L'arma estava basada en el canó antiaeri alemany 2 cm Flak 30/38/Flakvierling. El Tipus 2 va ser anomenat així per l'any en què va entrar en servei, en el 2602 del calendari imperial japonès, o el 1942, en el calendari gregorià. El canó tenia una llargada de 1,4 metres L/70. Pesava uns 550 kg, i disparava munició de 20 mm a una cadència de 300 bales per minut, les quals anaven a una velocitat de 950 m/s. L'arma utilitzava un sistema de gas per a recarregar el canó. Tenia una distància operativa de 5,5 km disparat horitzontalment, i 3,5 km angulat. Podia elevar-se de -15° fins a +95°, amb una rotació de 360 graus.

## Variants

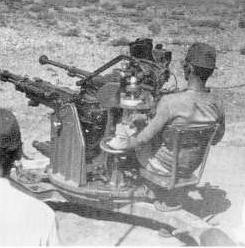
Doble canó Anti Aèri Tipus 2 de 20 mm

Dos dels canons montats junts, formaven una variant de l'arma, coneguda com a doble canó antiaeri tipus 2 de 20 mm. El doble canó va ser equipat al Tanc antiaeri tipus 98 de 20 mm experimental, que va ser equipat com a armament principal d'aquest tanc. El tipus 98 de 20 mm AAG, no va entrar mai en producció.